# Hookeriopsis lonchopelma
Hookeriopsis lonchopelma är en bladmossart som beskrevs av Brotherus 1907. Hookeriopsis lonchopelma ingår i släktet Hookeriopsis och familjen Hookeriaceae. Inga underarter finns listade i Catalogue of Life.